# مزرعه بچه دره علیا
مزرعه بچه دره علیا روستایی در ابتدای روستای بچه دره دهستان حصارچه بخش جرگلان شهرستان راز و جرگلان استان خراسان شمالی ایران است.

## جمعیت
بر پایه سرشماری عمومی نفوس و مسکن در سال ۱۳۹۵ جمعیت این مکان ۳۸۵ نفر (۱۰۲خانوار) بوده‌است.